# Codices Ambrosiani

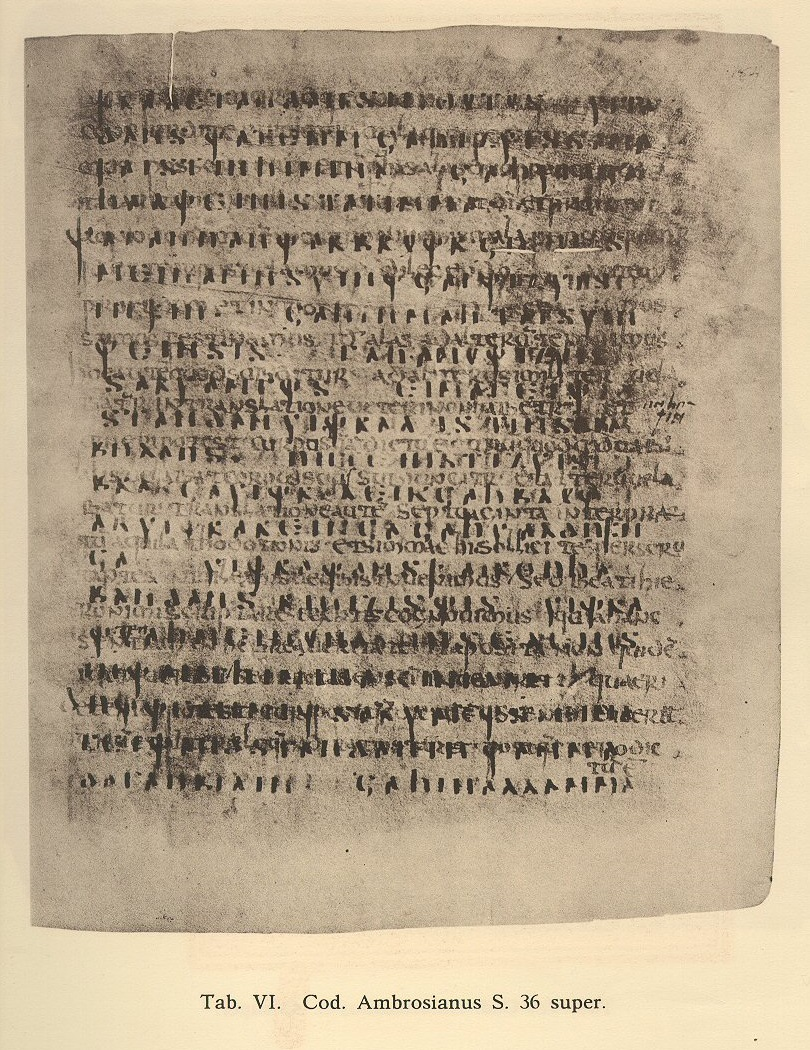
Strona z Codex Ambrosianus A, S.36

Codices Ambrosiani – pięć gockich rękopisów biblijnych pochodzących z wieków VI–XI, wszystkie są palimpsestami i wszystkie powstały w skryptorium w Bobbio. Rękopisy zostały odkryte w 1817 przez kardynała Angelo Mai. Opublikowane zostały przez Carlo Ottavio Castiglione w latach 1819-1839.
- Codex Ambrosianus A, 102 karty, zawiera Listy Pawła; Codex Taurinensis przechowywany w Biblioteca Nazionale di Torino początkowo należał do tego kodeksu[3].
- Codex Ambrosianus B, 77 karty, zawiera Listy Pawła. Kodeksy A i B pokrywają się treścią i zawierają łącznie ok. 70% tekstu Listów Pawła. Z Listów Pawła pełnym jest tylko 2. List do Koryntian[1].
- Codex Ambrosianus C, 2 karty, zawiera fragment Ewangelii Marka (rr. 25-27). Tekst częściowo pokrywa się z kodeksem Argenteus.
- Codex Ambrosianus D, 3 karty, VI wiek, zawiera fragment Starego Testamentu z tekstem Nehemiasza (5,13-19; 6,14-18; 7)[2][4].
- Codex Ambrosianus E, 5 kart, zawiera fragmenty Skeireins[5].

Po odkryciu Codices Ambrosiani filolodzy Gabelenz oraz Löbe postanowili przygotować wydanie gockiej Biblii w oparciu o dostępne rękopisy. W wydaniu tym wykorzystano także Codex Argenteus oraz Codex Carolinus, którego tekst został wydany w 1762 roku przez Franza Knittela.